# أسل جلدي
أسل جلدي (الاسم العلمي: Juncus coriaceus) نوع نباتي يتبع جنس الأسل وينتمي إلى الفصيلة الأسلية.